# Corbu (Harghita)
Pour les articles homonymes, voir Corbu (homonymie).
Corbu (en hongrois: Gyergyóholló) est une commune roumaine du județ de Harghita, dans la région historique de Transylvanie. Elle est composée des deux villages suivants:
- Capu Corbului (Hollósarka)
- Corbu, siège de la commune

## Localisation
Corbu est située dans la partie nord-est du comté de Harghita, à l'est de la Transylvanie dans le Pays sicule (région ethno-culturelle et linguistique), dans la dépression de Giurgeu, sur les rives de la rivière Bistricioara, à 70 km de la ville de Miercurea Ciuc.

## Politique
| Période | Période  | Identité          | Étiquette | Qualité |
| ------- | -------- | ----------------- | --------- | ------- |
| 2008    | 2016     | Nicușor Drugă     | PDL       |         |
| 2016    | En cours | Romeo Țepeș-Focșa | PSD       |         |

## Monuments et lieux touristiques
- L'église en bois du village de Tulgheș[3] (construite en 1828), monument historique
- Réserve naturelle Pietrele Roșii (aire protégée avec une superficie de 14 ha), village Tulgheș
- Rivière Bistricioara